# OSB-plade
En OSB-plade (oriented strand board) er en træplade, der er fremstillet ved limpresning af lange træfibre.
OSB har en lavere pris end krydsfinér, men er takket være sin opbygning stivere end almindelige spånplader, hvilket har stor betydning i byggebranchen.
En OSB-plade er nem at bearbejde, brug almindelig værktøj egnet til træbearbejdning. Pladen er også nem både at skrue og sømme i.
OSB-plader blive ofte brugt til at fremstille kasser, reoler, hylder, vægbeklædning mm.
Kan med fordel lakeres for at give et beskyttende lag, og en gylden farve.
Kanterne på en OSB plade er relativt åbne, og dermed ikke specielt anvendelige til f.eks. at male på.